# Supporters du Stade de Reims
Dernière mise à jour : 15 octobre 2024.
Les supporters du Stade de Reims encouragent et soutiennent le club de football français de Reims. Ce club étant l'un des trois principaux clubs de football de Champagne-Ardenne, les supporters du club sont originaires de toute la France.

## Anciens groupes

### Allez Reims
Fondé le 19 juillet 1935.
L'activité du groupe consiste en des cadeaux aux joueurs, des donations au club, des aides pour l'achat de nouveaux joueurs, l'organisation des déplacements et évidemment en la présence et l'encouragement à domicile comme à l'extérieur. Le blason du groupe a la forme de l'écusson de la ville et les couleurs des différents clubs de Reims et est frappé de Allez en bleu et Reims en blanc.
En 1939, sort le premier bulletin intitulé Allez Reims, en juin de la même année, le groupe cesse son activité à l'approche de la guerre.
Allez Reims revient le 26 septembre 1946. Il organise en 1949 son premier bal d'hiver, soirée qui devient par la suite un moment très important dans la vie du club et de ses supporters, et offre des cadeaux aux joueurs champions.
En septembre 1956, il crée la Fédération Nationale des Supporters de France.
Le groupe se développe et de nombreuses sections se créent partout en France et même à l'étranger, à Alger, Oran ou encore Dakar.
Après la descente en 1964, le club perd un tiers de ses membres. En 1966, il compte tout de même 1 500 membres, c'est alors le premier groupement de supporters par le nombre. Son importance sera égale aux performances du Stade tout au long des années 1970 et 1980.
Lors du dépôt de bilan en 1978, Allez Reims et AMI Reims se partagent les tribunes et virage du Stade Auguste-Delaune.
Le club disparaît en même tant que le Stade de Reims en 1992.
Il est de nouveau actif lorsque Aurélien Briest et Jacques Poncelet décident de le recréer officiellement en collaboration de Daniel Wargnier. Il est maintenant connu sous le nom de "Groupement Officiel des Supporters du Stade de Reims".

### Kop Pesage
Ancien groupe des années 1980/1990. Ils furent très actifs et proches du mouvement Ultra. À la faillite du Stade, le groupe disparaît mais ses membres réapparaissent au sein des Ultrem.

### Kop Havane
Peu nombreux mais très présents, le groupe était très actif, voire violent. Lors du dernier match officiel du Stade, ils brûlent leurs banderoles et le groupe s'arrête.

### Kop Rouge et Blanc
Groupe créé au début des années 2000, il ne restera que quelques saisons.
Le groupe était situé dans le virage Nord de Delaune puis en Méano/Latérale desquels, malgré leur petit effectif, ils craquèrent de nombreux fumigènes qui ont coloré et réchauffé quelque temps ces deux tribunes habituellement glaciales.
Ils revendiquaient certains emprunts au mouvement ultra, mais rejetaient les actes qualifiés de violents (comme les vols de baches). Le KRB se liera quelque temps avec les Red Sharks de l'AS Nancy-Lorraine. Il connaîtra des débuts difficiles avec les Ultrem mais leurs rapports finiront par s'améliorer, notamment lors des déplacements.

### KMR (KOP Mythique Rémois)
Fondé en 2008, groupe familial à l'origine, maintenant associé au Reims Clan. Situé dans le virage Nord/Tribune Albert Batteux.

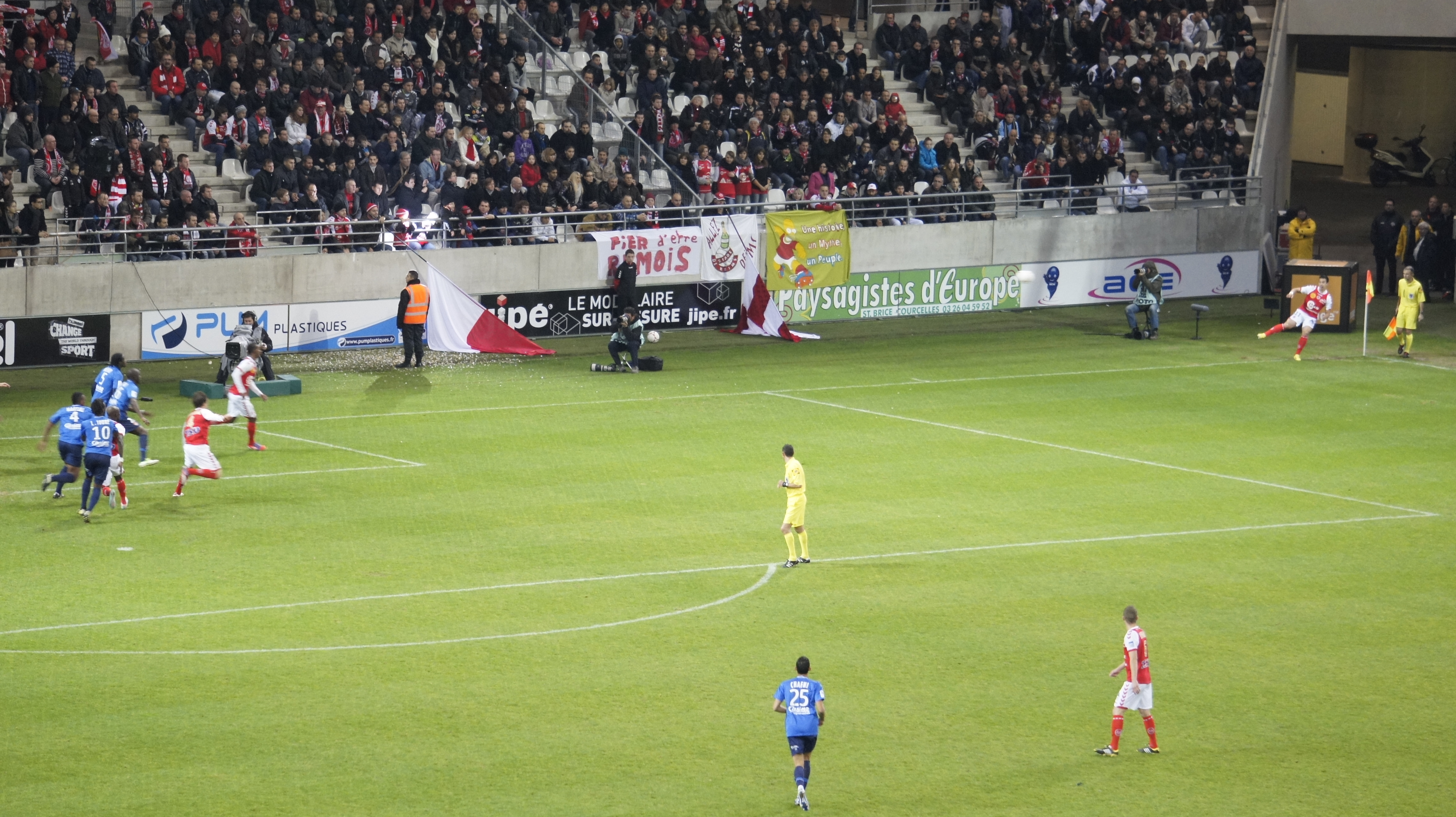
un autre groupe.

Le groupe est créé au milieu de la saison 2007/2008 en partie par des anciens du KOP Pesage alliés à de jeunes supporters, ancien Ultrem ou nouveau arrivés. Le KMR est lui aussi un groupe populaire voire nostalgique d'un certain football comme en prouve son nom et son imagerie (un ballon en cuir, une banderole permanente « no al calcio moderno »...). Il a tendance à se démarquer du mouvement Ultra, jugé trop proche du hooliganisme et se retrouve dans un esprit plus rassembleur que les Ultras. D'ailleurs, la cohabitation avec les autres supporters et spectateurs de leur tribunes se passe bien mieux que celle des Ultrem dans le virage opposé.
Le groupe a été dissous en 2015.

#### Reims Clan 1931
Sous-section du KMR, fondée en 2008 par des jeunes ex-Ultrem. Ils s'identifient, plus facilement que le KMR, au Mouvement Ultra.
Reims Clan est à la base un groupe indépendant, de déçus de la mauvaise période vécue par les Ultrem. Ils rejoignent très vite le KMR dans lequel ils représentent la jeunesse et en constituent aussi le poumon les soirs de matchs.

## Groupes actuels

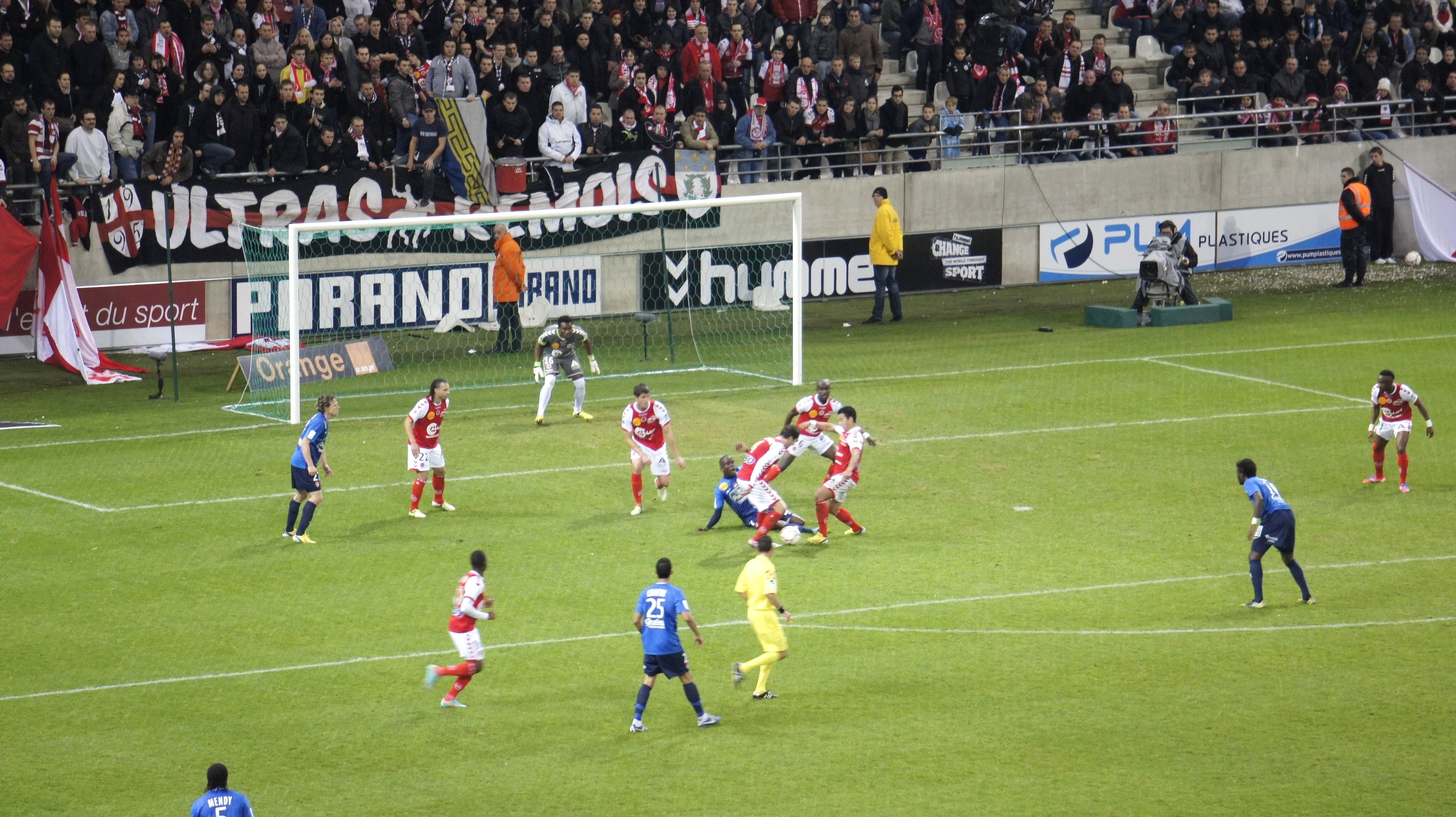
Les Ultras.

### Ultrem (Ultras Rémois)
Fondé en 1995, c'est le groupe le plus actif des supporters rémois de par leurs nombres (à l'extérieur comme à domicile) mais aussi par l'animation créée (chants, Tifo, Fumigène). Ils s'identifient au Mouvement Ultra. Ils sont situés dans le virage Sud/Tribune Robert Jonquet du Stade Auguste-Delaune.
Les Ultrem sont créés officiellement en 1995 mais voient en réalité le jour dès la descente en DH du stade. Les membres du KOP Pesage qui décident de ne pas s'arrêter malgré la faillite du club s'associent à quelques jeunes arrivés. Rapidement, l'ambiance reprend vie et apparaissent à nouveau des chants suivis, des animations et même des fumigènes dans les travées de Delaune. Quelques « après-midi de match » verront des ambiances farfelues (tifos géants, fumigènes...) pour des rencontres de DH ou CFA, à l'image de Reims, ces supporters sont ceux d'un club de meilleur niveau.
Les Ultras Rémois sont dans un premier temps situés en pesage, tribune latérale debout, véritable bastion populaire. Le groupe vogue par la suite de tribunes en tribunes, s'établissant un certain moment en tribune sud(tribune provisoire durant les travaux). Le virage connaîtra des ambiances impressionnantes pour Delaune lors de certains soirs, notamment lors de la descente (et la remontée) en National, l'anniversaire du groupe et surtout contre le rival Sedan, où une banderole déployée fera le tour du net.
Le groupe connaît une grande rivalité avec les supporters de Sedan, et une rivalité plus ponctuelle avec ceux de Troyes ou d'Amiens. À l'inverse, les Ultrem entretiennent de très bonnes relations avec les Furiosi clermontois, les Tigers Xamax ou encore les Scheldt Fan de Valenciennes,
À la fin de 2007, les Ultrem connaissent plusieurs problèmes, notamment répressifs (banderoles interdites, même en hommage à Robert Jonquet, contrôles et interventions de la police lors de certains matchs et demande d'interdiction par le président) et mettent en suspens leur activité  mais reviennent rapidement.

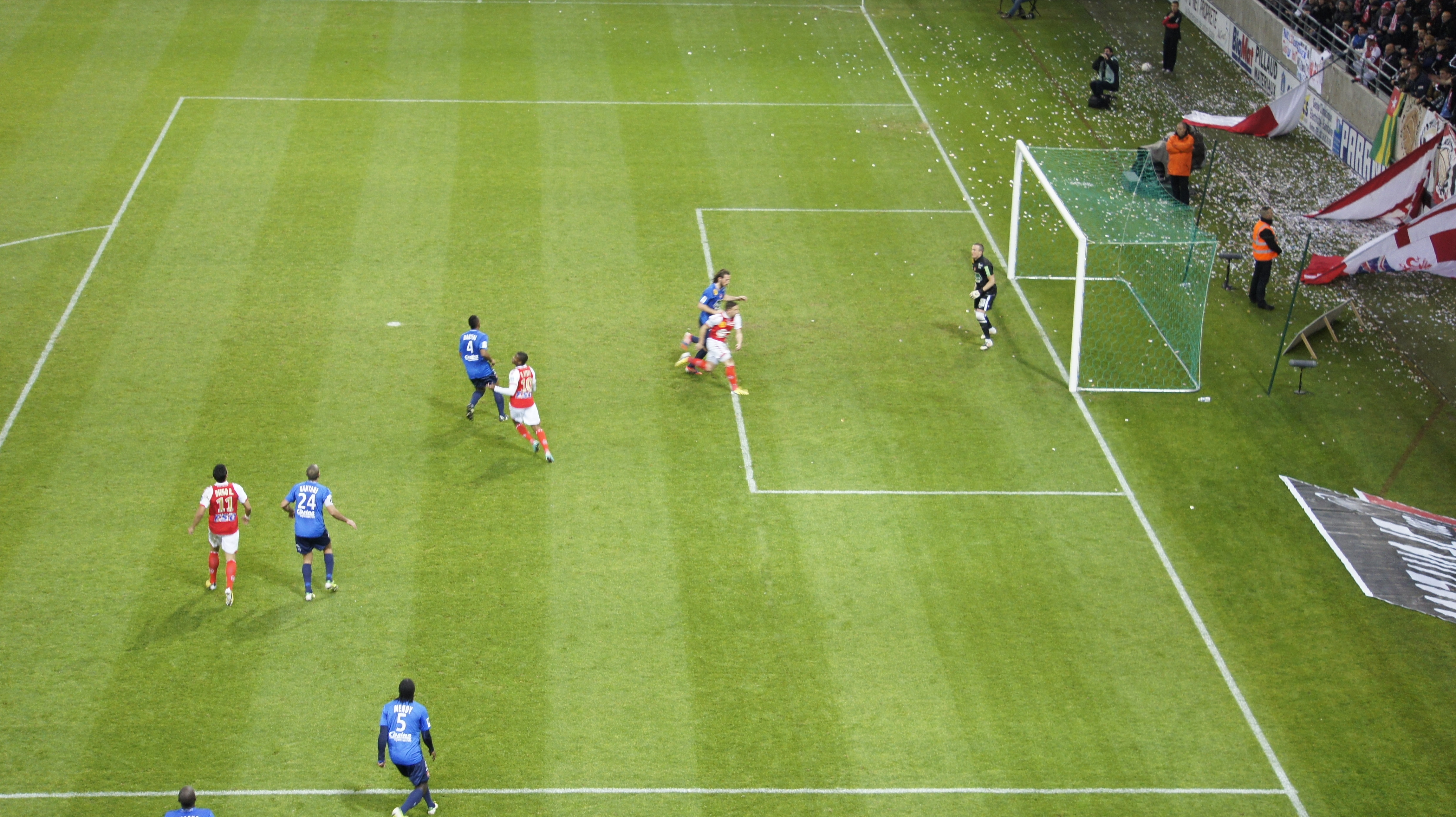
Derrière l'autre but.

Aujourd'hui, ils ont surmonté leurs difficultés et la rivalité naissante avec l'autre groupe de supporters. Ils sont en Jonquet Inférieur, là où les places sont les moins chères, ce qui est un choix de la part des Ultras.
Les Ultrem sont investis dans la défense de la liberté des supporters affichant à de nombreuses reprises leurs soutien aux autres Ultra en France et en Europe.
Il est à noter que les Ultrem sont apolitiques et que l'esthétique « royaliste » de leur matériel est due à l'histoire de la ville et non à des convictions de ses membres. Le groupe possède aussi une section girl, fait rare chez les ultras.

### Groupement Officiel des Supporters du Stade de Reims
Fondé en 2006, il est le seul groupe de supporters non-actif lors des matchs.
Le groupe s'illustre surtout par des activités « hors stade», élection du meilleur joueur, organisation des déplacements... Leur but n'est pas l'ambiance. Ils sont regroupés en tribune Méano.

## Incidents

### Affaire Reims – Troyes
Le 22 août 2009, après le match Reims-Troyes, certains supporters se rendent à Troyes pour en découdre avec les troyens. En suivra une violente bagarre et 18 arrestations. Le président Jean-Pierre Caillot en profite pour demander la dissolution des Ultrem. Ceci marque un véritable tournant dans les relations entre le club et ses ultras, qui ont néanmoins toujours été tendues.

## Fans célèbres
- Patrick Poivre d'Arvor[17]
- Dominique Grimault[réf. nécessaire]
- Thierry Roland[réf. nécessaire]
- Jean-Paul Kurtz[réf. nécessaire]
- Benoist Apparu[réf. nécessaire]
- Samuel Jeanson[réf. nécessaire]
- Alexis Bimbeau